# Municipio de Tabernacle (Nueva Jersey)
El municipio de Tabernacle (en inglés: Tabernacle Township) es un municipio ubicado en el condado de Burlington en el estado estadounidense de Nueva Jersey. En el año 2010 tenía una población de 6.949 habitantes y una densidad poblacional de 54,16 personas por km².

## Geografía
El municipio de Tabernacle se encuentra ubicado en las coordenadas 39°49′53″N 74°40′55″O / 39.83139, -74.68194.

## Demografía
Según la Oficina del Censo en 2000 los ingresos medios por hogar en el municipio eran de $76,432 y los ingresos medios por familia eran $86,729. Los hombres tenían unos ingresos medios de $58,148 frente a los $31,250 para las mujeres. La renta per cápita para la localidad era de $27,874. Alrededor del 2% de la población estaba por debajo del umbral de pobreza.